# Teología evangélica
La teología evangélica es la enseñanza y la doctrina que se relaciona con los asuntos espirituales en el cristianismo evangélico y una teología cristiana. Esta teología se basa únicamente en algunas traducciones y ediciones de la Biblia y existen particularidades teológicas dentro de las diversas corrientes teológicas y movimientos. 

## Principales movimientos adherentes
La teología evangélica reúne los principales aspectos teológicos comunes, que se pueden encontrar en las confesiones de fe adoptadas por las denominaciones cristianas  evangélicas. A pesar de los matices en los diversos movimientos evangélicos, existe un conjunto similar de creencias para los movimientos adheridos a la doctrina de la Iglesia de creyentes, siendo las principales Anabautismo, Iglesias bautistas y Pentecostalismo.
El cristianismo evangélico reúne diferentes corrientes teológicas, las principales son  conservadora fundamentalista o  moderada y  liberal.

## Autoridad de la Biblia
La Biblia es considerada como  inspirada por Dios mismo y es la autoridad soberana en la fe cristiana.
Por lo tanto, cuando Pablo declara que "toda escritura" es el producto del aliento divino, "contiene el aliento de Dios" (2 Tim 3:16), afirma que las Escrituras son producto de una operación divina muy específica. Por lo tanto, es importante tener en cuenta que el griego no tiene el significado de que los términos de la Biblia se han "infundido" en los escritores humanos, sino que respira a Dios. La revelación divina es un tipo de flujo perpetuo del poder creador de Dios. En otras palabras, se considera que Dios "supervisó" la escritura de cada línea de la Biblia para que contenga un mensaje en lenguaje humano enviado por Dios usando el intelecto humano, los estilos de escritura y el talento de escritura. esta noción se llama inspiración bíblica. La Biblia es considerada como un manual de vida que concierne a todos los aspectos de la vida. El creyente depende del Espíritu Santo para tener una buena comprensión de los textos. A menudo llamada "la Palabra de Dios" o "escritura", se considera infalible y, en algunos círculos evangélicos, sin error, esta noción se llama inerrancia bíblica. Esto a veces vale la pena interpretarlo de una manera muy literal, en ciertas corrientes, y en particular las más conservadoras en materia religiosa (corrientes ultraconservadoras y fundamentalistas). Con el desarrollo de la teología evangélica moderada en la década de 1940 en los Estados Unidos, El estudio de biblia se ha combinado con disciplinas como hermenéutica, exégesis, epistemología y apologética.

## Dios
Las iglesias y denominaciones evangélicas tienen una trinitaria teología. Por lo tanto, a pesar de que en casi todas las corrientes principales del cristianismo, el Dios único, eterno y espiritual está presente y revelado eternamente en tres Personas divinas, a saber, el Padre (Dios Todopoderoso), el Hijo (o Dios). "Hijo único" - literal "μονογενης", "monogenes", "unigénito", Jesucristo); y el Espíritu Santo (o "Aliento Santo").
La insistencia insistente de los evangélicos en los escritos bíblicos ciertamente los diferencia del catolicismo en que "solo desean justificar este credo sobre la base de pasajes o conceptos bíblicos" y no en la Tradición o en la Consejos (sabiendo que el nacimiento de este dogma a menudo se adjunta al  Consejo de Nicea que tuvo lugar a principios del siglo IV).
Los evangélicos se adhieren (al menos informalmente) al Símbolo niceno-constantinopolitano (381) que define la diferenciación relacional de Dios, uno y trino, así como el principio de unidad e identidad, en el caso de las dos naturalezas, en la persona de Cristo (cristología), así como las posiciones del Primer Concilio de Nicea (y no en el propio consejo) que condenan el arrianismo. Sin embargo, para evitar cualquier controversia innecesaria y especialmente porque con humildad sienten que el misterio de las relaciones exactas entre las tres personas divinas solo puede estar más allá de cualquier razón humana, no alentarán la teología especulativa para este tema acerca de lo que no es inmediatamente deducible de la Biblia.

### Dios Padre
Para los evangélicos, la persona de  Dios, es el  creador del cielo y la tierra.
Además, Dios se presenta como un amor  Padre, y la relación del hombre con Dios debe ser necesariamente la de un niño con respecto a su padre.

### Jesús
Jesucristo es considerado perfectamente hombre y perfectamente Dios (cristología). Este componente de la Trinidad, tiene una resonancia y consecuencias particulares para los evangélicos.
1. Jesucristo es considerado el "Hijo unigénito" de Dios o del Padre (Juan 3:16), sin ninguna connotación biológica (creencia en su nacimiento milagroso), pero en el sentido bíblico. del término, que según la interpretación evangélica tiene un estatus simbólico y espiritual filial para Dios, se acercó a Isaac, el hijo de Abraham (libro de Génesis).[22] De hecho, Isaac también fue llamado "hijo único" de su padre, mientras que la Biblia afirma acertadamente que tuvo un medio hermano, Ismael. La singularidad de Isaac como hijo de Abraham sería, por lo tanto, simbólica y espiritual; Las interpretaciones rabínicas (judías) y evangélicas consideran que Isaac fue el "único hijo" porque él fue el único que cumplió la promesa de Dios. Además de eso, el episodio del sacrificio de Isaac por su padre se ve como un apoyo a este entendimiento, como "señalando" a Jesús o, para usar el lenguaje bíblico, ese sacrificio fue solo "sombra". cosas por venir "(Colosenses 2: 16-17), a saber, Jesús ofrecido como un sacrificio.
2. Jesucristo es considerado "Dios hecho hombre".[23] Es un firme objeto de fe que Jesucristo es solo una manifestación carnal de Dios, y que Él ha existido desde toda la eternidad (Juan 1: 1-3).[24] De hecho, se considera que la Palabra (o Palabra, o Logos) de Dios se hizo carne, es decir, su propia Expresión por excelencia, se reconcilia de acuerdo con la exégesis evangélica de la Sabiduría de Dios descrita sobre todo por el Rey Salomón en el Antiguo Testamento (especialmente y especialmente en el Libro de Proverbios 9: 1) y los escritos deuterocanónicos como emanación o radiación de la Sabiduría de Dios, también como apócrifos por los evangélicos, usan estos escritos para respaldar el hecho de que el hipóstasis de Jesús como una cuasi personificación de un atributo de Dios estaba presente en el pensamiento judío y los escritos canónicos o no). La existencia eterna de Jesús también está respaldada en la Biblia, según los evangélicos, por las "cristofanías" (manifestaciones del Mesías en forma humana antes del nacimiento de Jesús; especialmente vea al sumo sacerdote Melquisedec en el Génesis quizás implícito en el Evangelio según Juan, capítulo 1 v. 10), y las palabras y los hechos de Jesús (entre muchas otras cosas, el hecho de que Jesús se describe de la misma manera que el Dios de Israel, YHWH (Yahvé o Jehová) se reveló a Moisés (Juan 8:58) en paralelo con Éxodo 3:14). Sobre todo, el hecho de que evangélica exégesis dé por sentado que Jesús fue condenado por una acusación de blasfemia por parte de los judíos, porque afirmó que era Dios, probablemente constituye Uno de los primeros objetos de atestación de la deidad de Jesús.
3. Jesucristo es, considerado en su divinidad, como un interlocutor en el juicio de los vivos y los muertos que tendrá lugar en los  fin de los tiempos.[25]

Resucitado, elevado al cielo (Ascensión), todavía vivo y "sentado a la diestra de Dios" (Marcos 16:19 y pasajes similares, Hechos 2:33 y pasajes similares), es el único digno intercesor de Dios (inspirado en la teología  Paulina) para defender la causa de los creyentes convertidos a Cristo. Como manifestación de Dios, el cristianismo evangélico pone mucho énfasis en la persona de Jesucristo. De este modo, los evangélicos ven al "cristianismo" no como una religión, sino como una relación, que consiste esencialmente en una "relación de compromiso" con Jesucristo como el único camino hacia Dios. En esto, Jesucristo es el digno y el único "jefe de la  Iglesia" (una ruptura clásica con el catolicismo), una Iglesia que también se llama "el cuerpo de Cristo" (Cristianismo paulino).

### Espíritu Santo
El Espíritu Santo (o Espíritu de Dios,  Espíritu) Dios como Espíritu se considera plenamente Dios. Es la eterna manifestación de Dios en la dimensión humana. Es la presencia del Espíritu que Jesús prometió en el Evangelio a los que se convertirían, atestiguado por los primeros testigos de Cristo (Hechos de los Apóstoles capítulo 2).
Todas las corrientes evangélicas consideran que el Espíritu Santo está presente y trabaja en las historias personales de cada creyente, así como en el futuro de la Iglesia universal. Como parte interesada en la  conversión del individuo, también se considera el origen de varios dones, que varían mucho de los escritos del Nuevo Testamento, pero es común en el movimiento carismático enfatice sobre uno don del Espíritu Santo.
Los dones del Espíritu Santo son 9; dones creativos (escritura y arte), dones pastorales (guía y orientación comunitaria), dones apostólicos (predicación, enseñanza), dones proféticos (profecía en sus diversas formas), dones prodigiosos (maravillas y milagros).
El cristianismo evangélico, particularmente en las corrientes Pentecostalismo, movimiento carismático, pone énfasis en el Espíritu y su acción en las vidas humanas y en la iglesia.

### Adoración de Dios solo
Los evangélicos refutan a aquellos designados como santos por las iglesias católicas y ortodoxas porque asimilan la veneración de santos, que da estas iglesias a los santos así designados, y también particularmente el culto de  María, nigromancia e idolatría.
Se basan en:
- Deuteronomio 18: 10-12 ("Nadie entre los tuyos deberá … practicar adivinación, brujería o hechicería; ni hacer conjuros, servir de médium espiritista o consultar a los muertos. Cualquiera que practique estas costumbres se hará abominable al Señor, y por causa de ellas el Señor tu Dios expulsará de tu presencia a esas naciones.") y el hecho de que las personas consideradas santas en su vida son, como resultado de su muerte, también" espiritualmente dormidas "o" espiritualmente inaccesibles ".
- Eclesiastés 9: 5, "Los vivos, de hecho, saben que morirán; pero los muertos no saben nada y ya no hay salario para ellos, ya que su memoria está olvidada. "

La adoración y alabanza de Dios, a través de música cristiana, es una parte importante de una servicio.
Además, para los evangélicos use  Evangelio de Marcos 12:27  ("Dios no es Dios de muertos, sino de vivos") y  Evangelio de Juan 11:26  (" Yo soy la resurrección y la vida. El que cree en mí vivirá, aunque muera y todo el que vive y cree en mí no morirá jamás") para adherirse a la adoración de los resultados de los santos. una extrapolación errónea y abusiva de la posibilidad de la resurrección prometida por Cristo, pero que ocurrirá en los últimos tiempos.
La  Virgen María se llama así porque era virgen antes del nacimiento de Jesús, pero los evangélicos reconocen a los otros niños, hermanos y hermanas de Jesús y nacieron después de él, citado en los Evangelios (Marcos 6: 3). Ella es reconocida como "Maria Christotokos" (Madre de Cristo) y es considerada un modelo de fe, humildad y obediencia a Dios. Algunos evangélicos refutan el nombre de "Theotokos" (Madre de Dios) del Concilio de Éfeso (431) para evitar cualquier confusión con la devoción mariana encontrada en la Iglesia católica, pero la mayoría de los teólogos evangélicos aceptan esta formulación desde un punto de vista teórico basándose en el principio de comunicar los modismos y considerando que rechazarlo equivaldría a negar la singularidad de la persona de Cristo; Generalmente lo completan con cautela con un "según su naturaleza humana".
Los evangélicos rechazan la idea de que María es co-redentora o mediadora, así como la concepción inmaculada, la dormición y el supuesto, considerándolos como injustificados bíblicamente, así como cualquier forma de piedad mariana.

## Satanás
Satanás y sus demonios son responsables de maldición y tentaciones de pecados.

## Salvación

### Nuevo nacimiento
Todo ser humano es pecador por naturaleza y debe sufrir la  retribución eterna en el infierno.
En el Cristianismo evangélico, el creyente obtiene salvación por  fe y  gracia solamente (Efesios 2:8). La salvación es la condición para acceder a paraíso.
La salvación por la fe es una decisión y un compromiso personal.
El creyente es salvo por la imputación de la justicia de Cristo; Todos los méritos de Cristo son imputados al creyente por la fe.
El nuevo nacimiento, este encuentro personal con Jesucristo que se desarrolla en la conversión del creyente, se considera un verdadero pasaje de la muerte espiritual a la vida espiritual.
Este concepto se basa en Juan 3: 3 "De veras te aseguro que quien no nazca de nuevo[a] no puede ver el reino de Dios —dijo Jesús. " "y Juan 10:10. Luego hablamos de "Cristianos nacidos de nuevo" (ver 2 Corintios 5:17 y Gálatas 6:15). De hecho, es una de las formas más precisas de designar a los cristianos de obediencia evangélica desde el ángulo de la conversión personal. La reunión del creyente con Jesús y la decisión de darle su vida marca un cambio importante en la vida. Significa arrepentimiento, que es reconocimiento, confesión y renuncia de pecado.
Para la mayoría de los cristianos evangélicos, el nuevo nacimiento ocurre antes del bautismo del creyente, por inmersión en el agua.
Para algunas iglesias, como las Iglesias bautistas, es sinónimo del bautismo en el Espíritu Santo.
Para otras iglesias, actual pentecostal, el bautismo en el Espíritu Santo es un evento separado que necesariamente está acompañado por glosolalia y permite una experimentación de los dones del Espíritu Santo.
En el movimiento carismático, el bautismo en el Espíritu Santo es también una segunda experiencia.
Sin embargo, hablar en lenguas (glossolalia) no es la única prueba de este evento espiritual. El creyente puede haber recibido los otros 8 dones del Espíritu Santo establecidos en 1 Corintios 12-14.

### Santificación
La santificación del creyente es el proceso mediante por el cual una persona se consagra a Dios y elige rechazar el pecado, por la gracia de Dios, después del nuevo nacimiento. Hay dos posiciones evangélicas sobre la santificación, la santificación progresiva y la santificación posicional.

#### Santificación progresiva
La santificación progresiva es la obra de santificación del creyente a través de  gracia y las decisiones del creyente después del nuevo nacimiento. Esta es la posición de algunas denominaciones evangélicas, como las iglesias bautistas y algunas denominaciones pentecostales, como Asambleas de Dios y la Iglesia Cuadrangular.

#### Santificación posicional
La santificación posicional es la obra de santificación del creyente que se completa por completo en el nuevo nacimiento. Esta es la posición de ciertas denominaciones pentecostales, tales como la International Pentecostal Holiness Church, Iglesia de Dios (Cleveland) y Church of God in Christ.

### Buenas obras
Según la teología evangélica, las buenas obras son la consecuencia de la salvación y no su justificación. Son un signo de fe sincera y agradecida. Incluyen acciones para la Gran Comisión, es decir, evangelismo, servicio en  Iglesia y la caridad. Serán recompensados con la gracia de Dios en el juicio final.

## Iglesia
La Iglesia evangélica local es la organización que representa la Iglesia universal y es vista por los evangélicos como el cuerpo de Jesucristo.  Ella es responsable de la enseñanza y las ordenanzas, a saber, el bautismo del creyente y la comunión.  Cada iglesia tiene una confesión de fe particular, y común si es miembro de una  denominación. Algunas denominaciones son miembros de una alianza nacional de la Alianza Evangélica Mundial.

### Ministerios
La gestión de la Iglesia está asegurada por los  ministerios evangélicos que son principalmente los diácono, líder de alabanza,  evangelista y  pastor. También pueden estar presentes otros ministerios, como el anciano con funciones similares a las de  pastor. El ministerio de obispo con una función de supervisión sobre las iglesias a escala regional o nacional está presente en todos los denominaciones cristianas evangélicas, incluso si los títulos de presidente del consejo o supervisor general se utilizan principalmente para esta función. El término obispo se usa explícitamente en ciertas denominaciones.

### Culto
El servicio en las iglesias evangélicas se ve como un acto de adoración a Dios en la vida de la Iglesia. El servicio contiene dos partes principales, la alabanza (música cristiana) y el sermón, acompañada de la comunión periódica.
La cruz latina es uno de los únicos símbolos espirituales que generalmente se pueden ver en el edificio de una iglesia evangélica y que identifica el lugar. Debido a su interpretación del segundo de los Diez Mandamientos, los evangélicos no tienen representaciones de material religioso como estatuas, iconos o pinturas en sus lugares de culto.
Las principales fiestas cristianas celebradas por los evangélicos son Navidad, Pentecostés (por la mayoría de las denominaciones evangélicas) y Pascua para todos los creyentes.

### Misión
Para los evangélicos, la  misión se basa en la gran Comisión dada por Jesús, para compartir las  Buenas Nuevas, para formar discípulos y bautizar los creyentes. Es particularmente importante en las iglesias, con programas local e internacional de evangelización. La mayoría de los evangélicos creen que la conversión de los corazones es solo obra de Dios, a través de su Espíritu Santo (Juan 16: 8), pero también saben que compartir la fe con los no creyentes es una acción de reconocimiento para Lo que Dios hizo por ellos (Mateo 10:32).  Toma forma en la distribución de folletos y biblias, la formación de discípulos, el apoyo a las iglesias y la ayuda humanitaria cristiana. Varias organizaciones evangélicas  misioneras se han especializado en evangelización a lo largo de la historia.

### Caridad
La caridad, esta preocupación por ayudar a los necesitados, es una de  tres virtudes cristianas primarias y un concepto claramente establecido a partir del Antiguo Testamento. Este valor está en el origen de la ayuda humanitaria cristiana moderna.
A principios del siglo XX, el pastor bautista americano Walter Rauschenbusch, líder del movimiento Evangelio social, desarrolló la importancia de la justicia social y las acciones humanitarias en las iglesias  evangélicas. La mayoría de las organizaciones evangélicas humanitarias cristianas se fundaron en la segunda mitad del siglo XX. Entre los más importantes hay International Justice Mission, Prison Fellowship International, Samaritan's Purse, Mercy Ships, World Vision.
La mayoría de las ONG cristianas ayudan a todos, independientemente de la religión.

## Fin del tiempo

### Último juicio
Es una creencia en el cristianismo en general y en otras religiones monoteístas que, al final de los tiempos, habrá un juicio Final por Jesucristo. Jesucristo regresará de manera personal, corporativa y visible. Mientras que otras religiones y ramas del cristianismo conciben que serán juzgadas sobre la base de sus acciones, un punto importante del cristianismo evangélico es creer que los humanos serán juzgados por su fe, es decir, en su aceptación o no de Jesucristo como Salvador y Señor cuando escucharon el evangelio cristiano en su vida. Las buenas obras son la consecuencia de la salvación y serán recompensados con la gracia de Dios en el juicio final.

### Las siete dispensaciones
Algunos evangélicos son  dispensacionalistas. Dividen la historia en siete períodos principales (dispensaciones).
Estos 7 períodos son:
1. Inocencia: Adán y Eva antes de su caída
2. Conciencia: el hombre se convierte en pecador y tiene que responder ante Dios
3. El gobierno humano: Del diluvio, Dios le da una organización política a la humanidad.
4. El reinado de los patriarcas (o la promesa): Abraham, Dios le promete la bendición al que cree en él
5. La Ley: Dios hace una alianza con Israel para su bien y la bendición de las naciones.
6. La  Iglesia: Dios perdona completamente a aquellos que creen en Jesús
7. El  millennium: Jesús regresará y reinará por 1000 años de paz en la tierra

Por lo tanto, la mayoría de ellos cree en la  Segunda venida de Cristo, o, para algunos, en su inminencia que luego procederá el arrebatamiento de la Iglesia. Según ellos, y al principio, la Iglesia será eliminada (1 Tesalonicenses 4.16-18) y, por lo tanto, se conservarán los juicios que afectarán al mundo (Apocalipsis 3:10) durante 7 años, luego se unirá al Mesías (Apocalipsis 19: 7-8 ) antes de que venga a establecer la  millennium (Apocalipsis 20:1-6 ) en la paz la tierra. Después de lo cual vendrá el juicio Final ( Apocalipsis 20: 11-15 ), la fin de los tiempos y la entrada a un nuevo mundo (Apocalipsis 21: 1).
- Los evangélicos sionistas: son dispensacionalistas y sionistas porque creen que están al final de la sexta  dispensación. De hecho, para ellos, la creación del estado moderno de Israel (1948) corresponde a la restauración bíblica y profética de Israel, a la restauración del pueblo elegido, prólogo la séptima dispensación y el regreso de Cristo.[86] Ayudar al establecimiento pleno de Israel y apoyarlo es, por lo tanto, seguir el plan y la voluntad de Dios.

- Evangélicos no sionistas: aunque piensan estar en la sexta dispensación, dudan o incluso perciben a todo el Israel moderno como el reino de Israel para ser restaurado por la voluntad divina.[87]

Para ellos, el estado moderno es un resultado de los hombres y no de Dios; en este sentido, se unen a la posición del judaísmo ultraortodoxo. Para apoyar a este Israel no divino, no profético, entonces podría ir en contra de la voluntad divina; su actitud, por lo tanto, oscila entre la neutralidad y la hostilidad hacia el estado de Israel.
- Evangélicos no dispensacionalistas: para ellos, el dispensacionalismo es una doctrina desarrollada especialmente por Cyrus Scofield, humana, ni siquiera mencionada en la Biblia y, por lo tanto, sin ninguna inspiración o fundamento divinos. Sin embargo, esto no les impide estimar la  Segunda venida de Cristo más o menos cerca del tiempo. Su actitud hacia el estado de Israel es, por lo tanto, variable pero generalmente neutral.

## Controversias
Una doctrina particularmente controvertida en las iglesias evangélicas es la de la teología de la prosperidad, que se difundió en los años 70 y 80 en los Estados Unidos, principalmente a través del televangelismo. Esta doctrina se centra en la enseñanza de la fe cristiana como un medio para enriquecerse financiera y materialmente, a través de una "confesión positiva" y una contribución a los ministerios cristianos. Promesas de sanidad divina y  prosperidad está garantizada a cambio de ciertas cantidades de donaciones. La fidelidad en el diezmo permitiría evitar las maldiciones de Dios, los ataques del diablo y la pobreza. Las ofrendas y el diezmo ocupan mucho tiempo en los servicios. A menudo asociado con el diezmo obligatorio, esta doctrina a veces se compara con un negocio religioso. Es criticada por pastores y sindicatos de iglesias, como el Consejo Nacional de Evangélicos de Francia, en Francia.